# João Afonso
João Nepomuceno Baltazar de Lima, mais conhecido por João Afonso Lima ou apenas João Afonso (Lourenço Marques, 1965), é um cantor português.

## Biografia
Filho de uma irmã de Zeca Afonso, viveu em Moçambique até 1978, com os seus pais e irmãos. Estudou Agronomia no Instituto Superior de Agronomia, em Lisboa, onde foi colega de José Eduardo Agualusa. 
Colheu influências da música urbana africana e da música popular portuguesa, esta última pela influência de Zeca Afonso. A sua colaboração em Maio Maduro Maio (1994), em parceria com José Mário Branco e Amélia Muge, valeu-lhe a atribuição do Prémio José Afonso. 
Posteriormente, Missangas (1997), o seu primeiro álbum a solo, fez jus ao título de Melhor Voz Masculina Nacional, distinção do jornal Blitz. Seguiram-se Barco Voador (1999), Zanzibar (2002) e Outra Vida (2006), neste último, já com a direcção musical e arranjos de João Lucas. Com ele ao piano, estruturou Um Redondo Vocábulo (2009), apenas com canções de Zeca Afonso. A sua colaboração estendeu-se ainda a álbuns de Júlio Pereira, Luís Pastor, Uxía, Filipa Pais e a bandas como o Grupo Mestisay e Quinta do Bill.. Em 2014 edita "Sangue Bom" Músicas de sua autoria de poemas de Mia Couto e de José Eduardo Agualusa. 